# 난장이가 쏘아올린 작은 공
《난장이가 쏘아올린 작은 공》은 주인공 난쟁이네 가족을 통해 1970년대 대한민국 도시 빈민층의 삶의 좌절과 애환을 다룬 조세희의 연작 소설이다. 줄여서 《난쏘공》이라 칭하기도 한다.
1975년에 발표한 작품 〈칼날〉을 시작으로 1978년 〈에필로그〉까지 12편으로 완성되었다. 1978년 6월 5일에 낱권책으로 나온 이 소설은 1979년 제 13회 동인문학상을 수상하였다. 극단 세실에 의해 1979년에 채윤일의 연출로 처음 무대에 올려졌고, 1981년에는 이원세 감독의 영화로도 만들어졌다.
1978년 초판 발간 이후 ‘산업화 과정에서 소외된 도시하층민의 고통을 간결한 문체와 환상적 분위기로 잡아낸 명작’이라는 찬사를 들으며 필독서로 자리잡았다.

## 구성
실제 연재 순서로는 〈칼날〉이 〈뫼비우스의 띠〉보다 앞선 작품이나, 단행본에서는 두 작품의 순서를 바꾸었다.

## 줄거리

### 난장이가 쏘아올린 작은 공
화자인 장남의 시선으로, ‘난쟁이’라 불리는 아버지와 어머니, 형제자매들이 살아가는 고달픈 삶이 그려진다. 이들은 불법 판자촌에 살며 매일같이 가난과 싸우지만, 어느 날 그들에게 강제 철거 계고장이 통보되면서 상황은 더 절망적으로 바뀐다. 당장 이주해야 하지만 이들은 아파트 분양비용도 없고, 살 곳도 없다.
주민들 사이에선 입주권을 팔 것인가, 아니면 어떻게든 버텨볼 것인가로 의견이 엇갈리고, 부당한 현실에 분노하면서도 법과 권력 앞에 무력감을 느낀다. 특히 아버지는 책을 읽으며 현실을 초월하려 하지만, 아이들은 현실의 고통과 희망 없는 삶을 더 날카롭게 체감한다. 어린 시절의 가난한 기억과 상처, 가족 간의 갈등, 계급과 역사적 억압의 연속성도 이야기 속에 녹아 있다.
작품은 결국 구조적으로 대물림되는 빈곤과 차별, 부당한 개발 논리, 그 속에서 희망조차 빼앗긴 사람들의 모습을 담담하지만 비판적으로 그려낸다. 마지막에 아버지가 ‘거인’처럼 보였던 어린 시절의 기억은, 현실 속 초라한 모습과 대비되어 한층 더 비극적으로 다가온다.

## 당대의 비평과 글쓴이의 대응
80년대 루카치 죄르지의 사실주의 문학론의 영향을 받은 사람들은 이 소설을 '노동자를 팔아먹는 지식인 소설'이라고 깎아내렸다. 출간된 지 30년이 지난 뒤에 조세희는 자신의 소설을 깎아내리던 사람들이 태도를 바꿔 보수 쪽으로 간 것을 보면 (그들이) 쓸쓸하다고 밝힌 바 있다.

## 기타
1988년에 개정된 한글 맞춤법에서는 기술자에게 -장이를 붙이고 그 외에는 -쟁이를 붙이게 되어 있기 때문에, 맞춤법에 따른 제목은 '난장이가 쏘아올린 작은 공'에서 ‘난쟁이가 쏘아 올린 작은 공’이 된다.